# Мартынов, Анатолий Иванович (военный)
Анато́лий Ива́нович Марты́нов (1869—1941) — русский военачальник, герой Первой мировой войны.

## Биография

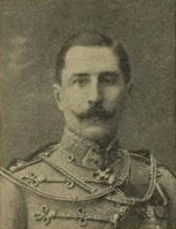
В 1915 году.

Православный. Из потомственных дворян Самарской губернии.
Окончил 1-й Московский кадетский корпус (1886) и Александровское военное училище по 1-му разряду (1888), выпущен подпоручиком в 8-й Саперный батальон. В 1890 году был переведен в лейб-гвардии Литовский полк тем же чином.
Чины:
- поручик (1892),
- штабс-капитан гвардии с переименованием в капитаны ГШ (за отличие, 1894),
- подполковник (1899),
- полковник (за отличие, 1903),
- генерал-майор (за отличие, 1913),
- генерал-лейтенант (1917).

В 1894 году окончил Николаевскую академию Генерального штаба по 1-му разряду. По окончании академии состоял старшим адъютантом 15-й кавалерийской дивизии (1894—1897), исправлял должность начальника штаба дивизии (1896—1897). В 1897—1898 годах командовал эскадроном 46-го драгунского Переяславского полка. Состоял старшим адъютантом штаба 1-го кавалерийского корпуса (1897—1899). В 1899—1901 годах был прикомандировн к Офицерской кавалерийской школе.
Затем был штаб-офицером для поручений при штабе Варшавского военного округа (1901), штаб-офицером для особых поручений при штабе 2-го кавалерийского (1901—1902) и 1-го кавалерийского (1902—1903) корпусов. В 1903—1910 годах был начальником штаба 4-й кавалерийской дивизии, временно исправлял должность начальника штаба 6-го армейского корпуса. Затем командовал 3-м гусарским Елисаветградским полком (1910—1913).
30 августа 1913 назначен командиром 2-й бригады 4-й кавалерийской дивизии, с которой и вступил в Первую мировую войну. Участвовал в походе в Восточную Пруссию. Пожалован Георгиевским оружием
За то, что в бою, 23 ноября 1914 г., чтобы выбить засевшую в окопах около названной деревни немецкую роту пехоты, лично повел в атаку два эскадрона 4-го гус. Мариупольск. п.; будучи ранен пулей в правую ногу ниже колена (как оказалось с раздроблением обеих костей) продолжал скакать впереди всех, крикнув «вперед за мной»; но в этот момент лошадь, сделав несколько прыжков, пала мертвой на правый бок, придавив раненую ногу. Освободившись при помощи гусар и офицера из-под лошади, ген.-м. Мартынов снова поскакал на взятой у офицера лошади к опередившим его эскадронам, но едва доехал до них, как была убита под ним вторая лошадь, после чего, отдав все нужные распоряжения, ген.-м. Мартынов выбыл из боя. Настоящей атакой немецкая рота была выбита из окопов и поспешно отступила.
С 15 сентября 1915 состоял в резерве чинов при штабе Петроградского военного округа. В ноябре — декабре 1916 года был начальником штаба 1-го кавалерийского корпуса. 8 декабря 1916 года был назначен командующим 15-й кавалерийской дивизией.
С сентября 1919 года до февраля 1920 года состоял в резерве чинов при штабе Главнокомандующего ВСЮР.
В эмиграции в Болгарии, затем в Югославии. В 1928—1938 годах служил в Югославской армии. С 6 мая 1931 года состоял председателем Объединения елисаветградских гусар. Скончался в 1941 году в Дони-Михоляце.

## Награды
- Орден Святого Станислава 3-й ст. (1898)
- Орден Святой Анны 3-й ст. (1903)
- Орден Святого Станислава 2-й ст. (1906)
- Орден Святой Анны 2-й ст. (1910)
- Орден Святого Владимира 4-й ст. (1913)
- мечи и бант к ордену Св. Владимира 4-й ст. (ВП 11.12.1914)
- Георгиевское оружие (ВП 21.03.1915)
- Орден Святого Станислава 1-й ст. с мечами (25.06.1915)
- Орден Святого Владимира 3-й ст. с мечами (25.06.1915)